# Tit Quinti Capitolí Barbat (cònsol 421 aC)
Tit Quinti Capitolí Barbat (en llatí: Titus Quinctius T. f. L. n. Capitolinus Barbatus) va ser un magistrat romà. Era fill de Titus Quinti Capitolí Barbat i formava part de la gens Quíntia, de la família dels Capitolí.
Va ser elegit cònsol romà l'any 421 aC juntament amb Numeri Fabi Vibulà. També apareix com a tribú amb potestat consular el 405 aC, però no hi ha consens si es tracta d'ell o bé d'un fill seu.